# Acrida ungarica

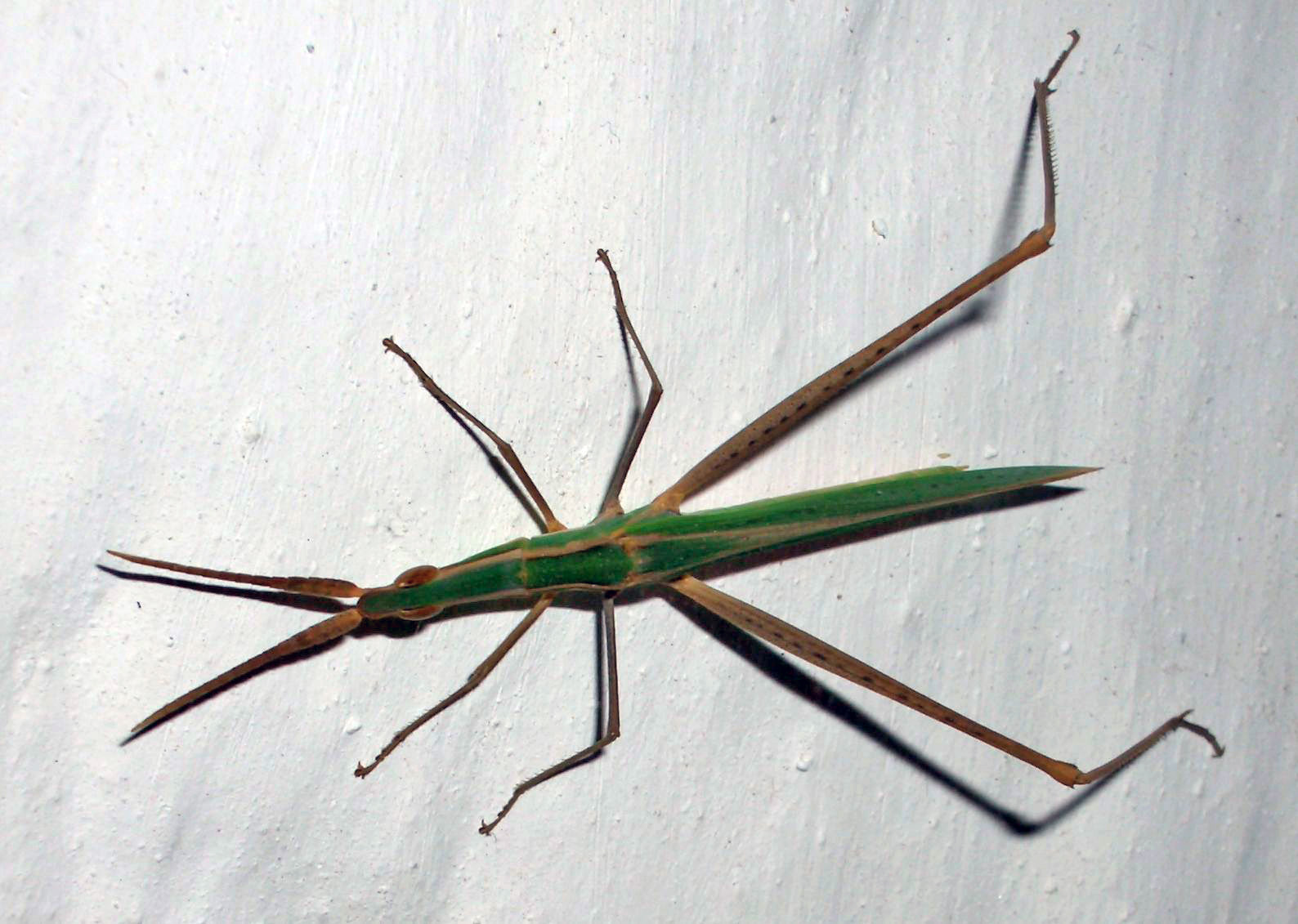
Acrida ungarica

Acrida ungarica (Herbst, 1786) é um insecto da família de Acrididae.